# Засинцы (Ельский район)
Засинцы (бел. Засі́нцы) — агрогородок, центр Засинцевского сельсовета Ельского района Гомельской области Белоруссии.

## География

### Расположение
В 47 км на юго-запад от Ельска, в 32 км от железнодорожной станции Словечно (на линии Калинковичи — Овруч), в 221 км от Гомеля.
На юге, западе и востоке граничит с лесом.

## Гидрография
Река Ясинец (приток реки Словечна).

## Транспортная сеть
Автодорога соединяет с агрогородком Скородное и городом Ельск. От центра на северо-восток отходит криволинейная улица с 2 переулками. Жилые дома преимущественно деревянные, усадебного типа.

## История
По письменным источникам Засинцы известны с XIX века как хутор в Скороднянской волости Мозырского уезда Минской губернии. С 20 августа 1924 года — центр Засинцовского сельсовета Королинского, с 5 февраля 1931 года — Ельского районов Мозырского (до 26 июля 1930 года и с 21 июня 1935 года до 20 февраля 1938 года) округа, с 20 февраля 1938 года — Полесской, с 8 января 1954 года — Гомельской области. В 1930 году организован колхоз. Во время Великой Отечественной войны в июле 1943 года оккупанты сожгли деревню и убили 11 жителей. На фронтах и в партизанской борьбе погибли 106 жителей, в память о них на северо-восточной окраине в 1967 году насыпан Курган Славы и установлена стела с именами павших. В 1959 году — центр колхоза «Путь Ленина». Размещены лесничество, средняя школа, Дом культуры, библиотека, отделение связи, фельдшерско-акушерский пункт, детский сад.

## Население

### Численность
- 2004 год — 124 хозяйства, 322 жителя.

### Динамика
- 1897 год — 12 дворов, 80 жителей (согласно переписи).
- 1917 год — 187 жителей.
- 1924 год — 24 двора.
- 1940 год — 68 дворов, 224 жителя.
- 1959 год — 290 жителей (согласно переписи).
- 1997 год — 129 дворов, 343 жителя[1].
- 2004 год — 124 хозяйства, 322 жителя.

## Достопримечательность
- Памятник В. И. Ленину
- Памятник землякам, погибшим в Великой Отечественной войне